# Escouloubre
Escouloubre (okzitanisch: Escolobre) ist eine Gemeinde mit 69 Einwohnern (Stand: 1. Januar 2022) in der französischen Verwaltungsregion Okzitanien, im Département Aude, im Arrondissement Limoux und im Kanton La Haute-Vallée de l’Aude. Die Einwohner werden Escouloubrais genannt.

## Geographie
Escouloubre liegt etwa 70 Kilometer westlich von Perpignan. 
Nachbargemeinden sind Fontanès-de-Sault im Norden und Nordwesten, Aunat im Norden, Bessède-de-Sault im Nordosten, Le Bousquet im Osten, Réal im Süden, Puyvalador im Süden und Südwesten, Quérigut und Carcanières im Südwesten sowie Le Puch und Rouze im Westen.

## Bevölkerungsentwicklung
| Jahr                      | 1962 | 1968 | 1975 | 1982 | 1990 | 1999 | 2006 | 2013 |
| ------------------------- | ---- | ---- | ---- | ---- | ---- | ---- | ---- | ---- |
| Einwohner                 | 181  | 137  | 85   | 86   | 114  | 90   | 101  | 83   |
| Quelle: Cassini und INSEE |      |      |      |      |      |      |      |      |

## Sehenswürdigkeiten
- Kirche L'Invention-Saint-Étienne aus dem 18. Jahrhundert, Monument historique seit 1982